# Arthur Bottomley

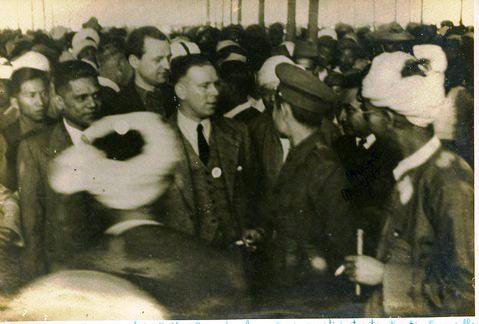
Arthur Bottomley bei der Panglong Conference (1947)

Arthur George Bottomley, Baron Bottomley, (* 7. Februar 1907 in London; † 3. November 1995 ebenda) war ein britischer Labour-Politiker, Mitglied des Parlaments und Minister.

## Leben
Bevor Arthur Bottomley Parlamentsabgeordneter wurde, arbeitete er als Organisator der Gewerkschaft der National Union of Public Employees, die später Teil der UNISON wurde. Von 1929 bis 1949 war er Mitglied des Borough Council des Londoner Stadtteils Walthamstow und von 1945 bis 1946 Bürgermeister von Walthamstow. 1941 wurde er als Officer des Order of the British Empire ausgezeichnet.
Ins britische House of Commons wurde Bottomley erstmals bei den Unterhauswahlen von 1945 als Kandidat für den Wahlkreis Chatham gewählt, der 1950 den neuen Namen Rochester and Chatham erhielt. Bottomley hielt seinen Sitz bis zu den Unterhauswahlen von 1959, als er ihn an den Konservativen Julian Critchley verlor. Bei einer 1962 durchgeführten Nachwahl trat er für den Wahlkreis Middlesbrough East an und gewann dabei wieder einen Parlamentssitz, den er – seit 1974 für den neugeschaffenen Wahlkreis Middlesbrough – bis zu seiner Pensionierung 1983 halten konnte.
Während der Regierungszeit des Premierministers Clement Attlee war Bottomley Staatssekretär, zunächst 1946–1947 für Dominion Affairs, dann 1947 für Commonwealth Relations und schließlich von 1947 bis 1951 für den Überseehandel im Board of Trade. Im Kabinett des Premierministers Harold Wilson war er von 1964 bis 1966 erneut Staatssekretär für Commonwealth Relations, in welcher Eigenschaft er mit den Auswirkungen der einseitigen Unabhängigkeitserklärung der bisherigen britischen Kronkolonie Rhodesien fertigzuwerden suchte, sowie von 1966 bis 1967 Minister für überseeische Entwicklungshilfe.
Anlässlich der Neujahrsehrungen 1984 wurde er als Baron Bottomley, of Middlesbrough in the County of Cleveland zum Life Peer erhoben und wurde dadurch Mitglied des House of Lords. Er starb am 3. November 1995 in London im Alter von 88 Jahren.

## Familie
1936 heiratete er Bessie Ellen Wiles († 1998), die 1970 für ihre öffentlich-sozialen Verdienste zur Dame Commander des Order of the British Empire ernannt wurde. Die Ehe blieb kinderlos.

## Publikationen
- The Use and Abuse of Trade Unions. Ampersand, London 1963.
- Control of Commonwealth Immigration. An Analysis and Summary of the Evidence taken by the Select Committee on Race Relations and Immigration 1969–70. (mit George Sinclair), Runnymede Trust, London 1970, ISBN 978-0-902397-03-3.
- Commonwealth, Comrades, and Friends. Somaiya Publications, 1986.